# Иоанно-Предтеченский монастырь (Псков)
Иоанно-Предтеченский монастырь (Ивановский) — православный женский монастырь, существовавший в Пскове с XII века до 1923 года. Располагался на Завеличье.

## История
- Основан в 1243 г. княгиней Ефросиньей Рогволдовной, в иночестве св. Евпраксией[1], убитой своим мужем псковским князем Ярославом Владимировичем, известным в истории своим предательством города в 1240 году.

В монастырском храме Иоанна Предтечи также погребены: княгиня Наталия (по преданию, приходится невесткой св. Князю Тимофею, и супругой его сыну Давиду), Марфа Псковская, инокиня Васса, Голендуха, инокиня Иулия, Анна, Иулиана, Мария, Александра, Ефросиния, София и Елена.
- В 1510 г., после присоединения Пскова к Москве, Василием III обители была дана жалованная грамота, освобождавшая монастырских людей (включая и крестьян из приписных деревень) от местного суда, от податей и подчиняла чинному суду самого князя.
- Осенью 1615 г. шведский король Густав осадил Псков, обосновавшись с войском на Снятной горе и на Завеличье, расположился и в стенах Ивановского монастыря. Три дня отсюда били вражеские пушки по крепостным стенам, выпущено было, если верить источникам, «700 огненных ядер, а чугунных — без счёта».
- В 1764 году к обители приписали Ильинскую и Стефановскую церкви на Завеличье, и перевели насельниц из нескольких закрытых монастырей.
- В 1915 г. монастырь населяли 135 сестёр.
- 1923 г. - храм закрыт.

## Собор Иоанна Предтечи
Общепринятая дата строительства собора — начало 1140-х гг. Основываясь на своих исследованиях, С. П. Михайлов датирует его 1124—1127 гг.
- В июле 1944 г. во время боёв за освобождение Пскова от немецко-фашистских захватчиков часть собора была разрушена снарядами и пожаром.
- 1949—1959 гг. Реставрация храма по проекту П. М. Максимова. Восстановлено древнее позакомарное покрытие, шлемовидные главы, прежние оконные и дверные проёмы, древние формы надкупольных деревянных крестов. В 1957—1958 гг. разобраны колокольня и ограда.
- В 1962 г. окончательно срыто кладбище, площадь у собора заасфальтирована.
- Исследования и реставрация Иоанно-Предтеченского собора были продолжены в 1970—1980 гг. арх. С. П. Михайловым. В 1978 г. обнаружен клад монет и икон.
- В 1991 г. храм возвращён Русской Православной церкви; для нужд прихода передано и бывшее здание просфорни. 7 июля 1991 г. состоялось первое богослужение с новым настоятелем — иереем Владимиром (Андреевым).
- 1993—2006 гг. Настоятель — иерей Андрей (Давыдов) организовал при приходе иконописную школу, будучи иконописцем, расписал фресками притвор, часть главного нефа собора. Следуя проекту арх. С. П. Михайлова (1980-х гг.), он установил и расписал в Иоанно-Предтеченском соборе невысокий двухъярусный иконостас в византийском стиле.
- В феврале 2007 г. храм и флигель переданы Крыпецкому мужскому монастырю. Владыкой Евсевием настоятелем прихода назначен наместник Крыпецкого монастыря архимандрит Дамаскин (Сахнюк).
- 3 апреля 2009 г. состоялось освящение и поднятие шести колоколов (весом от 7 до 320 кг), отлитых на заводе Анисимова в Воронеже. Чин освящения совершил митрополит Евсевий.

Храм построен новгородскими мастерами из местной известняковой плиты и кирпича — плинфы.
Трёхглавый с посводным (позакомарным) покрытием.
Ивановский собор многократно исследовался виднейшими учёными, исследователями архитектуры и архитекторами-реставраторами, такими, как И. Э. Грабарь, А. И. Некрасов, П. Н. Максимов, Г. М. Штендер, А. И. Комеч, С. П. Михайлов и др.